# Bartholina etheliae
Bartholina etheliae là một loài thực vật thuộc họ Orchidaceae.